# Grand'ammiraglio Thrawn
Il grand'ammiraglio Thrawn, il cui nome completo è Mitth'raw'nuruodo, è un personaggio immaginario dell'universo fantascientifico di Guerre stellari.
Ideato negli anni novanta da Timothy Zahn come antagonista principale per il suo libro L'erede dell'impero (che insieme ai successivi Sfida alla Nuova Repubblica e L'ultima missione forma la cosiddetta Trilogia di Thrawn, pubblicata dall'editore Bantam Books sotto licenza della Lucasfilm), successivamente il personaggio è apparso in altre opere del cosiddetto Universo espanso. 
A seguito dell'acquisizione del brand da parte della Walt Disney Company e l'introduzione della nuova continuity, i romanzi di Zahn (insieme agli altri prodotti dell'Universo Espanso precedenti il 2014) sono entrati a far parte dell'etichetta Star Wars Legends: il personaggio è stato reintrodotto da zero nella serie animata Star Wars Rebels, come antagonista principale nella terza e quarta stagione.
In entrambe le versioni, Thrawn viene presentato come un alto ufficiale della marina dell'Impero Galattico dotato di grande intuito, carisma e capacità strategiche, nonché amante dell'arte.

## Creazione e sviluppo
Con la produzione del primo film della trilogia sequel Star Wars - Il risveglio della Forza, nell'aprile 2014 la maggior parte dei romanzi e fumetti prodotti dal 1977 sono stati dichiarati non canonici, e inseriti nel brand Star Wars Legends.
Tuttavia in occasione dello Star Wars Celebration di Londra nel luglio 2016, il produttore esecutivo Dave Filoni ha annunciato che Thrawn sarebbe stato reintrodotto nella terza stagione della serie Star Wars Rebels, facente parte del nuovo canone: il personaggio ha debuttato nello special di un'ora, Passi nell'ombra, andato in onda il 24 settembre 2016.
Anche se nell'universo espanso Thrawn era stato in gran parte utilizzato nel periodo post Il ritorno dello Jedi, in Rebels il personaggio si trova nel periodo dei cinque anni antecedenti gli eventi di Guerre stellari.
Dopo aver visto una clip della serie, lo scrittore Zahn ha detto su StarWars.com, che "è stato una vera delizia vedere camminare e parlare il Grand'ammiraglio Thrawn".

## Apparizioni nel canone di Star Wars

### Televisione

#### Rebels
Thrawn è uno dei Grand'ammiragli al servizio dell'Impero Galattico, esperto comandante militare e un profondo conoscitore dell'arte, considerato come uno dei più grandi strateghi che l'Impero abbia mai avuto.
In Passi nell'ombra, Thrawn è il comandante della Settima Flotta, recentemente promosso a Grand'ammiraglio per aver represso un'insurrezione ribelle su Batonn senza riguardo per le vittime civili. Viene portato dalla governatore imperiale Arihnda Pryce di Lothal a sopprimere la crescente ribellione che è nata anche su questo pianeta; come tattico paziente, Thrawn permette ai ribelli di scappare, con l'intenzione di manipolarli per orchestrare il loro completo fallimento.
In Gli eroi di Hera prende il comando dell'occupazione imperiale di Ryloth, pianeta natale di Hera Syndulla, e ha il suo primo contatto faccia a faccia con i ribelli. Riappare ne La Squadriglia Iron, dove ordina all'incompetente Ammiraglio Konstantine di occuparsi dei ribelli e dei simpatizzanti dei ribelli nel sistema Mykapo; dopo che la nave di Konstantine è stata disattivata, Thrawn arriva nel suo star destroyer personale, Chimera, e si scopre che aveva incontrato in precedenza il comandante ribelle Jun Sato.
La talpa rivela che Thrawn è responsabile dell'occupazione imperiale del pianeta Lothal, sovrintendendo alla fabbrica dove vengono prodotti un nuovo caccia TIE e vari altri pezzi di equipaggiamento. Pone fine agli atti di sabotaggio dei ribelli imponendo ai lavoratori di testare le loro creazioni e viene mostrato che sta studiando opere d'arte che forniscono informazioni su ogni membro dell'equipaggio di Ghost. Scopre anche che c'è una spia ribelle all'interno dei ranghi imperiali, ma intende usarla a suo vantaggio.
Ne La testata protonica, Thrawn usa droidi sonda per determinare che la base ribelle di Sato si trova su uno tra massimo un centinaio pianeti. Thrawn dimostra di essere abile nel combattimento corpo a corpo in Con occhi imperiali e scopre che l'agente Kallus è la spia ribelle.
In Un carico segreto, Thrawn e Pryce inseguono la senatrice Mon Mothma, che viene trasportata in salvo dai ribelli dopo aver parlato pubblicamente contro Palpatine. In Ora zero, Thrawn accusa Kallus di essere Fulcrum, ed esegue il suo attacco attentamente pianificato alla base ribelle su Atollon; viene ostacolato dall'ingegnosità dei ribelli e dall'assistenza di Bendu, che mette in guardia in modo criptico Thrawn della sua imminente sconfitta, "come tante braccia che ti circondano in un freddo abbraccio".
Nel finale della quarta stagione, in Riunione di famiglia e addio, lo star destroyer di Thrawn viene attaccato da alcuni purrgil mentre si libra sopra Lothal: intrappolato nei tentacoli delle creature e contemporaneamente affrontato da Ezra Bridger, che ha portato i purrgil per difendere il pianeta, lo star destroyer viene trascinato via, lasciando ignoti sia il destino di Thrawn che quello di Ezra.

#### The Mandalorian
Thrawn è menzionato da Ahsoka Tano in "Capitolo 13: La Jedi" come maestro del magistrato Morgan Elsbeth di Calodan, suggerendo che sia sopravvissuto agli eventi di Star Wars Rebels e che sia ancora vivo, cinque anni dopo Il ritorno dello Jedi e la caduta dell'Impero. Nell'episodio "Capitolo 23: Le spie" durante una riunione segreta di ex alti ufficiali imperiali viene menzionato l'imminente ritorno del Grand'ammiraglio e dei piani ad esso connessi.

#### Ahsoka
Thrawn è l'antagonista principale di questa serie, ambientata in contemporanea con The Mandalorian. Esiliato su Peridea, antica dimora delle Sorelle della Notte Dathomiri in una galassia lontana, dopo gli eventi finali di Rebels, viene raggiunto dalla seguace Morgan Elsbeth e dai mercenari Baylan Skoll e Shin Hati tramite una mappa intergalattica, e collabora con le Sorelle della Notte per far ritorno alla galassia primaria e far rinascere l'Impero.

### Romanzi

#### Thrawn
In un video preregistrato presentato anche a luglio 2016 allo Star Wars Celebration di Londra, Zahn ha annunciato che stava scrivendo un nuovo romanzo dal titolo Star Wars: Thrawn, poi edito da Del Rey Books nel 2017. In lingua italiana è stato pubblicato da Arnoldo Mondadori Editore a luglio 2019. Il libro è ambientato diversi anni prima del "primo incontro" di Thrawn con l'Impero e gli eventi della terza stagione di Rebels.

## Legends
Con l'acquisizione della Lucasfilm da parte di The Walt Disney Company nel 2012, la maggior parte dei romanzi e fumetti di Guerre stellari prodotti su licenza sono stati inseriti nel brand Star Wars Legends e dichiarati non canonici al franchise nel mese di aprile del 2014.

### Romanzi
Nell'Universo espanso Thrawn è uno dei dodici grand'ammiragli a servizio del perfido Imperatore Palpatine, l'unico ad avere origini non umane, ma appartenente alla razza chiss. Di intelligenza superiore, amante dell'arte e delle culture aliene, è un genio militare e uno stratega unico, oltre ad avere un aspetto regale che incute timore.
È mandato dall'Imperatore in missione al di fuori dei margini esterni della galassia, nelle Regioni Ignote. Qualche anno dopo la battaglia di Endor, Thrawn torna ignaro della disfatta dell'Impero e della morte di Palpatine.
Tenta di riunire le forze rimaste dell'Impero e riorganizzarle. Attacca più volte la Nuova Repubblica, ottenendo varie vittorie.
Elabora un piano per ripristinare l'Impero (con lui stesso a capo) utilizzando l'apparato militare lasciatogli in eredità dal defunto Imperatore e i più avanzati o dimenticati prototipi tecnologici che questi conservava in un magazzino segreto nel cuore del Monte Tantiss, sullo sperduto pianeta di Wayland.
A difesa di questo importantissimo luogo l'Imperatore aveva posto un Jedi Oscuro chiamato il Guardiano, che però è sopraffatto dal clone di quello che un tempo era Jorus C'baoth, un grande Maestro Jedi morto assieme ad altri suoi colleghi in un'imboscata orchestrata tanti anni prima proprio da Thrawn: il progetto Outbound Flight.
Il grande stratega, quindi, sfrutta in molteplici forme la vicenda, chiedendo l'aiuto proprio al folle Jedi Oscuro, Joruus C'baoth nel coordinare le menti degli imperiali durante gli attacchi più importanti tramite l'aiuto della Forza, proprio come faceva a suo tempo l'Imperatore, garantendosi quindi prestazioni efficaci e fuori dall'ordinario.
Questo, combinato a una tecnologia avanzata come lo schermo di dissimulazione, un apparecchio in grado di rendere le navi sulle quali viene equipaggiato invisibile a qualunque rilevamento, garantiscono a Thrawn tutto ciò di cui ha bisogno per garantirsi la vittoria finale.
Le uniche insidie possono giungere soltanto da due parti: l'imprevedibile follia del pericoloso clone C'baoth e Mara Jade, un tempo chiamata "La mano dell'Imperatore".
Egli limita il primo tramite l'ausilio di alcune atipiche creature, gli Ysalamiri, uniche forme di vita del creato a generare particolari "bolle" in grado di annullare la Forza e a garantire, dunque, la difesa totale dell'Ammiraglio da parte di un eventuale attacco del clone, e se ne garantisce i servizi tramite la promessa di consegnargli nuovi adepti Jedi da addestrare, inizialmente Luke Skywalker e Leila Organa, e in seguito direttamente i due gemelli (Jacen e Jaina) che questa stava per partorire. La seconda, invece, è un ex agente imperiale direttamente agli ordini dell'Imperatore e segreto, in grado di svolgere capillarmente e con efficacia qualunque tipo di compito.
Il suo piano di ricostituire l'Impero fallisce non tanto a causa della resistenza delle forze della Nuova Repubblica, che anzi stava per essere umiliata dal genio tattico e militare di Thrawn nella battaglia ai cantieri navali di Bilbringi, quanto piuttosto all'azione di Luke, Ian, Lando, Chewbecca, R2-D2 e C-3PO, introdottisi nel Monte Tantiss e in grado sia di neutralizzare la minaccia del Jedi Oscuro, sia di distruggere la stanza di clonazione di Thrawn.
Quello che ha reso la cosa imprevedibile persino a una mente come quella del grand'ammiraglio, è che in questa loro azione sono aiutati inaspettatamente sia dalla Jade che dai noghri, un popolo alieno che Leila è riuscita a portare dalla parte della Nuova Repubblica, spezzando un giogo che da oltre quarant'anni li vedeva come ignari servitori dell'Impero. Viene infatti assassinato dalla sua guardia del corpo, il noghri Rukh (9 ABY). Dieci anni dopo la sua morte, un impostore affermerà di essere Thrawn per tentare di restaurare l'Impero, ma il suo tentativo verrà sventato (19 ABY).